# ヴィルヘルム・キッセル
ヴィルヘルム・キッセル（Wilhelm Kissel、1885年12月22日 - 1942年7月18日）は、ドイツの実業家である。ダイムラー・ベンツの初代の取締役会会長として知られる。ダイムラーとベンツを合併へと導いた功労者の一人とされる。

## 経歴
ドイツ帝国西部のハースロッホ（バイエルン王国の飛び地のプファルツ地方）で、鉄道関係の仕事をしている父の下に生まれた。

### ベンツ社
中等学校を卒業した後、1902年に製鉄会社で商業見習いとして働き始め、見習い期間を終えた後、マンハイム商科大学に通って商業について学んだ。ほどなく、1904年にマンハイムに所在するベンツ社（Benz & Cie）に入社した。同社では1907年に自動車の購買部門に配属され、1908年には購買部門の責任者となった。
この時期に、小型乗用車の生産による購買層の拡大、ガッゲナウの工場で商用車を製造するという方針を打ち出した。この施策が両方とも成功したことで、ベンツ社は1912年にはそれまで2,250人だった従業員数が5,360人にほぼ倍増することになる。

### ダイムラーとの合併に向けた準備（1924年 - 1926年）
第一次世界大戦後、キッセルはベンツ社の再建に熱心に取り組んだ。しかし、当時のアメリカ合衆国の自動車製造会社がベルトコンベアを用いたライン生産方式による生産の合理化（大量生産）を確立しており、ドイツにおける輸入米国車は関税がなければドイツ車の半額という状況で、国際競争力の格差は歴然としていた。この状況に危機感を抱いたドイツの自動車製造会社各社は、アダム・オペル社（後のオペル）を先頭にして生産体制の変革を行い、同時に、既存の会社同士の合併による組織の合理化を進めた。1923年末、ベンツ社は同じドイツの自動車会社であるダイムラー（Daimler-Motoren-Gesellschaft, DMG）との間で将来の合併を念頭に置いた覚書を交わし、翌年5月に利益共同体契約を結んだ。
キッセルにとっては、1923年7月にベンツ社の監査役となった投資家ヤコブ・シャピロの存在も懸念材料だった。シャピロは100台単位の大量の自動車を掛けで購入し、当時のハイパーインフレを利用することで1921年時点でベンツ社の株式40%を取得し、ドイツの他の自動車メーカーも取得していた。いずれシャピロがベンツを崩壊へと導くと考えたキッセルは、ベンツ社への投資家を独自に探し始めた。
そうして、1924年から、キッセルはベンツ社とダイムラー社（DMG）の合併に向けて重要な働きをすることになる。1924年時点で利益共同体契約は結ばれたが、この時点では合併の合意がされたわけでなく、両社の間で合併が初めて正式な議題になったのは1926年6月10日である。キッセルは両社の合同取締役会に1924年11月から出席を始めたが、両社の合併に至るまでには特に諸銀行を中心として主導権争いが発生し、キッセルはベンツ社の監査役であるカール・ヤール（Carl Jahr）、ドイツ銀行の取締役でダイムラー社の監査役であるエミル・ゲオルク・フォン・シュタウスとともに、シャピロをはじめ、両社の「利益共同体」関係に反対する立場の役員の排除にあたった。
また、ダイムラーの合同取締役会において取締役の一人となったキッセルは、従来のベンツ社に加えて、ダイムラー社でも購買部門の責任者を兼務することになった。

### ダイムラー・ベンツ誕生

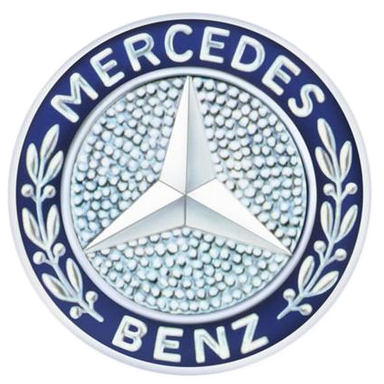
メルセデス・ベンツの誕生

1926年6月28日に両社が合併してダイムラー・ベンツが設立され、キッセルはその取締役の一人となる。
合併は成功したものの、もうひとつの課題であるアメリカからの輸入車への対抗という問題は依然として残っていた。ダイムラー・ベンツは自社の4つの工場をそれぞれの工場がなるべく単一車種を作る体制に改め、同時に、それまで工場ごとに行われていた銀行との取引や経理事務といった業務についてはウンターテュルクハイムの本社に集中させ、販売、広告、広報なども本社に統合した。キッセル自身は商用車（トラック）を受け持つことになったガッゲナウ工場の拡大を推し進めた。
当時検討されていたディーゼルエンジンの開発は当初社内で反発があったが、キッセルはこれを支持し、1929年に発売したオムニバスでは1930年型からディーゼルエンジンモデルを追加した。

### 小型車論争
1920年代後半、ダイムラー・ベンツは名車とされるSシリーズ（W06）を擁していたが、同車は台数が売れる車種ではなく、販売において大きな貢献をするものではなかった。1920年代後半のドイツでは、Sシリーズをはじめとする排気量3,000ccから7,000ccの高級車においても、フォード・モデルTやモデルAなどと争っている排気量2,000㏄台の中級車においても、価格面における競争力でドイツ車はアメリカ車に大きく劣っていた。その一方、排気量1,000㏄前後の小型車のカテゴリーにはアメリカ車は進出していなかったため、オペル、DKW、ハノマーグといったドイツ車が独占状態を築くことができていた。
そんな中、ダイムラー・ベンツにおいても、1928年8月16日に開かれた取締役会議において小型車生産が議題に上がった。旧ダイムラー出身の取締役で、ダイムラー・ベンツにおいても同社の車両開発全般の責任者を務めていたフェルディナント・ポルシェは、小型車の試作車の試験結果が良好である旨を報告し、キッセルはその小型車の販売についての試算を提示し、販売価格を（競合車より高い）5,000ライヒスマルク（RM）程度にしても、良好な結果が見込めると報告した。キッセルとしては販売組織の利用度や工場の操業率を改善するためにも、小型車の投入は有効だと考えていたが、これには小さくない投資が必要になるため銀行から出資を受けることを渋るヤールや、小型車の必要性は認めつつ、現時点では2,000ccの車両に注力するのが得策と考えるフリードリヒ・ナリンガーら、他の取締役たちによって難色を示されることになる。出席した8名の取締役で行われた投票では、小型車生産への賛成と反対が同数になったため、結論は持ち越されたが、2ヶ月後の1928年10月に開かれた次の会議では小型車の導入が正式に否決され、中級車の強化が決定した。
結果として、この会議はその後のダイムラー・ベンツの経営方針を大きく左右したことになり、同社は一般大衆向けの車を作ることよりも「高性能かつ高品質で付加価値の自動車を生産する」ことを第一とするようになる。加えて、この決定に失望したポルシェは1928年中にダイムラー・ベンツを去った。

### 世界恐慌

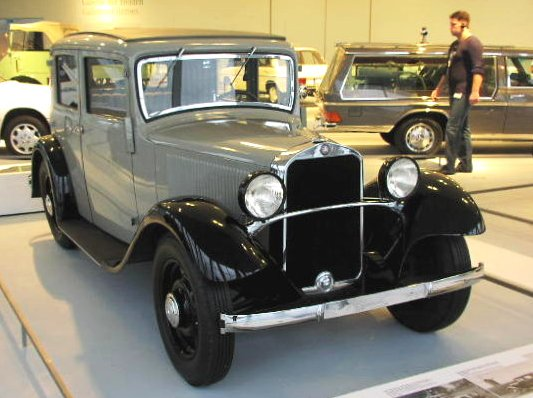
170（W15）

キッセルは1930年にダイムラー・ベンツの取締役会の議長となり、実質的に経営陣のトップとなった。
1929年に起きた世界大恐慌がヨーロッパに波及した時期の就任であり、キッセルは従業員をほぼ半減させ、1931年8月には労働時間も半分にするという決断をすることになる。この際、いずれ経済が立ち直ると考えたことから、工場の閉鎖は避けた。
一度は否決された小型車の開発だったが、ポルシェの跡を受けたハンス・ニベルによって開発された1.6リッタークラスの小型車170（W15）は1931年に発売されて好調な販売を記録していた。キッセルは不況の長期化に備えて170より低価格な1.3リッター・リアエンジンの小型車（130）の開発を指示するとともに、不況下の対策として、乗用車販売については生産車種の中でも低価格な小型車と中型車のラインナップに注力し、それらはウンターテュルクハイムの工場で集中生産を行う方針を定めた。

### 他社との関係
1930年にダイムラー・ベンツの経営トップとなったことで、キッセルは同年に業界団体であるドイツ自動車工業連盟（RdA）に派遣されて役員となり、精力的な活動によって同連盟における地位を築いた。そして、諸外国に比べて高いドイツの自動車税や、より廉価なアメリカ車に対してドイツ車の保護をするためには不充分な関税政策など、当時のドイツ政府（ヴァイマル共和政）の政策に強く批判の声を上げるようになる。
同時に、それまでトラック分野についてはダイムラー・ベンツは競合他社を市場から排除していく方針を採っていたが、キッセルは諸般の事情を鑑みてそれを和らげ、同市場における最大の競合相手であるMANをはじめとする他社と融和し、価格カルテルを結ぶ協調路線に転換した。
また、世界恐慌により経営不振に陥っていたBMWをダイムラー・ベンツが買収する可能性があったため、キッセルは1932年3月から同社の監査役も務めた。この合併は実現しなかったが、キッセルの主導により、BMWからの生産委託契約を受け、ダイムラー・ベンツのボディ製造工場だったジンデルフィンゲン工場では、1932年から1937年にかけてBMW車のボディを製造するという協力関係が築かれた。

### ナチス政権の誕生
1933年1月にアドルフ・ヒトラーが首相となり、国家社会主義ドイツ労働者党（ナチ党）が政権を掌握した。ナチス政権は発足当初から自動車産業を強力に振興し、ダイムラー・ベンツの経営は急速に持ち直すことになった。これにより、同社では新たに5,000人を追加雇用するとともに、1934年からは鉄道用エンジンの製造を始め、1935年にはドイツ初となる1000馬力超の航空機エンジンを製造した。販売地域も広げ、中国でも商用車の組み立てを始めるなど、業務の拡大を図る。キッセルは超高級車の770（W07）から格安の小型車の130（W23）まで車種の拡充を進め、売れ行きの良い製品とそれに対応する販売組織を作り上げ、その販売組織は全世界を網羅し、会社が急速に発展する基礎となった。
結果として、1937年までにダイムラー・ベンツの乗用車の生産台数は1933年に比べて3倍、1939年までに輸出台数は1934年に比べて7倍に増加した。
1937年10月1日に、ドイツの新しい会社法が施行されたことに伴い、キッセルはダイムラー・ベンツとしては初の「取締役会会長」（Vorstandsvorsitzender）となり、自身が死去する1942年まで同職を務めた。
1939年9月に第二次世界大戦が始まり、以降はトラック、ハーフトラック、軍用の航空機エンジンなど軍需製品の生産（民需製品生産からの転換）や政府との調整に忙殺されることとなる。

### 死去
キッセルは戦時中の1942年7月に心臓発作で急死した。心臓発作を起こした原因は不明だが、1941年末に操業を始めたオストマルク航空エンジン工場の業務に伴う過労や、前線で兵士として戦った一人息子に先立たれたこととの関連が指摘されており、健康を非常に害していたためだと考えられている。
ダイムラー・ベンツが設立された1926年の時点で同社の年間売上高は6800万ライヒスマルク（RM）であり、キッセルが取締役会議長に就任した1930年の時点でもそれは9900万RMに過ぎなかったが、ナチス政権の後押しを得たことで、キッセルが死去した1942年には年間売上高は8億3900万RMにまで桁違いの上昇を遂げ、ダイムラー・ベンツはドイツ有数の巨大企業となった。

## ナチス政権との関わり
キッセルが経営トップとなっていた当時のダイムラー・ベンツは、国家社会主義ドイツ労働者党（ナチ党）が政権を奪取する1933年以前から、同党に便宜を図っていた。
キッセル自身は1933年には親衛隊（SS）と国家社会主義自動車軍団（NSKK）に加わり、1937年には戦争経済指導者の一人に任命されている。親衛隊においては、1940年11月に親衛隊中佐の階級を得ている（隊員番号108,896）。
1934年3月1日に国家社会主義ドイツ労働者党（ナチス）に入党し（党員番号2,009,653）、この際、国家社会主義運動と長年のつながりがあることを強調した。ドイツ労働戦線（DAF）に対しても、ダイムラー・ベンツ社がナチ党に一層の協力をすることを約束し、同社の人事組織はDAFと融合していった。

## エピソード
ダイムラー・ベンツの経営を担っていたキッセルは、その立場から、その後の同社の命運を変える岐路でその選択を左右する当事者となっている。
- ロータリーエンジン

1930年代初め、ダイムラー・ベンツはフェリクス・ヴァンケルにロータリーエンジン（ヴァンケルエンジン）の研究開発の委託を試み、その契約書はヴァンケルの署名を待つのみだった。当時、ロータリーエンジンは開発の途上にあり、日頃から「のろまであることが私の信条」とうそぶいていたヴァンケルは、ダイムラー・ベンツとの契約書も未署名のまま放置していた。ヴァンケルの研究が進んでいないと見たキッセルは、ヴァンケルに「製品化までたどり着くわけがない」と嘲りの言葉を投げかけ、これはヴァンケルを激怒させ、結果として契約も決裂することになった。ヴァンケルはその後すぐさまBMWに赴いて契約を結び、戦後にNSUでロータリーエンジンを完成させ、世界初のロータリーエンジン搭載車両はNSUから発売された（NSU・ヴァンケルスパイダー）。

- モータースポーツ

世界恐慌（1929年）の影響によってダイムラー・ベンツは苦境に陥り、1931年限りでモータースポーツ活動は完全に停止した。レース活動の先行きが不透明になったことで、ダイムラー・ベンツのレース関係者にはライバルチームから引き抜きの声がかかるようになり、監督のアルフレート・ノイバウアーもアウトウニオンとの間で移籍の契約に合意した。1932年末にノイバウアーからの退職願を受け取ったキッセルは、レースへの復帰を約束してノイバウアーを翻意させた。この後、1934年にダイムラー・ベンツはレースに復帰し、「シルバーアロー」時代が始まり、ノイバウアーに率いられたメルセデスチームは黄金時代を迎えることとなる。もしもキッセルがノイバウアーを引き留めていなかったら、その後のモータースポーツの歴史は様相の異なるものになっていただろうと言われている。

## 栄典
- 1933年・名誉博士（ダルムシュタット工科大学）[W 5]